# The Fluid
The Fluid — американская рок-группа, сформированная в 1984 году в Денвере и распавшаяся в 1993 году. Примечательна как первая группа не из Сиэтла, подписавшая контракт с лейблом Sub Pop, на котором выпустила несколько своих записей, в том числе сплит-сингл с группой Nirvana.

## История
Первоначально группа называлась Madhouse. Она была сформирована в начале 1980-х музыкантами распавшейся панк-группы Frantix: басистом Мэттом Бишоффом, барабанщиком Гарретом Шавликом и гитаристом Джеймсом Клоуэром. Позже к ним присоединились гитарист Рик Кальвински и вокалист Джон Робинсон. 5 июля группы отыграла свой первый концерт в качестве The Fluid, выступление проходило на местной площадке под названием «German House» (Denver Turnverein). Название группы было выбрано как компромисс, на который согласились все пятеро участников коллектива.
В 1986 году The Fluid выпустили свой первый студийный альбом Punch N Judy на лейбле Rayon Records. Также альбом был издан в Германии фирмой Glitterhouse. В течение следующих двух лет музыканты гастролировали в поддержку пластинки. В 1988 году увидел свет следующий диск коллектива, получивший название Clear Black Paper. Релиз состоялся на фирме Sub Pop, таким образом The Fluid стала первой группой не из Сиэтла подписавшей контракт с этим лейблом.

### После распада группы
После того, как The Fluid распались, барабанщик Гаррет Шавлик сформировал собственную группу — Spell (не имеет отношения к группе Бойда Райса с тем же названием), которая заключила контракт с лейблом Island Records.
В свою очередь, бас-гитарист Мэтт Бишофф сформировал группу под названием '57 Lesbian.

### Реюнион 2008 года
Оригинальный состав The Fluid воссоединился в июле 2008 года, чтобы выступить на шоу в честь двадцатилетия своего бывшего лейбла — Sub Pop Records 20th Anniversary, которое проходило в парке Marymoor Park близ Сиэтла. Этому мероприятию предшествовало ещё одно шоу группы состоявшееся 20 июня на концертной площадке «Bluebird Theater» в Денвере.
15 февраля 2011 года в возрасте 49 лет скончался гитарист группы Рик Кальвински.

## Участники коллектива
- Джон Робинсон — вокал
- Мэтт Бишофф — бас-гитара
- Джеймс Клоуэр — гитара
- Рик Кальвински — гитара (умер в 2011 году)
- Гарретт Шавлик — ударные

## Дискография

### Студийные альбомы
- Punch N Judy (1986) (Rayon и Glitterhouse)
- Clear Black Paper (1988) (Glitterhouse и Sub Pop)
- Roadmouth (1989) (Sub Pop и Glitterhouse)
- Purplemetalflakemusic (1993) (Hollywood)

### Мини-альбомы
- Freak Magnet (1989 — Glitterhouse)
- Glue (1990 — Sub Pop и Glitterhouse)

### Синглы
- «Tin Top Toy» b/w «Tomorrow» (1989) (Sub Pop SP57)
- Split 7" with Loveslug — Madhouse (live) b/w Free Fire Zone (live) (1989) (Glitterhouse GR0057)
- Split 7" with Nirvana — Candy (live) b/w Molly’s Lips (live) (1991) (Sub Pop SP97)
- Spot the Loon EP (CD) (1992) (Fellaheen)
- «On My Feet» (Hollywood — белый промо-винил) (1993) (Hollywood)
- «Live 1988» (бутлег)
- «Cold Outside» b/w «Tell Me Things» (2012) (Blitzkrieg Records BR-001)

### Сборники
- «Oh Shit» — Something’s Gone Wrong Again: The Buzzcocks Covers Compilation
- «Is it Day I’m Seeing» — Sub Pop 200
- «Tomorrow» — The Grunge Years
- «Don’t Wanna Play» — Colorado Crew Vol. 3: Is This My Donut? (Donut Crew Records, 1990)